# Neuchâtel Xamax Football Club 2004-2005
Questa voce raccoglie le informazioni riguardanti il Neuchâtel Xamax Football Club nelle competizioni ufficiali della stagione 2004-2005.

## Stagione
Nella stagione 2004-2005 il Neuchâtel Xamax, allenato da Gianni Dellacasa e Alain Geiger, concluse il campionato di Super League al 6º posto. In Coppa Svizzera il Neuchâtel Xamax fu eliminato agli ottavi di finale dal Zurigo. In Coppa Intertoto il Neuchâtel Xamax fu eliminato al secondo turno dal Saint-Étienne.

## Rosa
| N. |                         | Ruolo | Calciatore            |
| -- | ----------------------- | ----- | --------------------- |
| 1  | Francia (bandiera)      | P     | Jean-François Bédénik |
| 2  | Svizzera (bandiera)     | D     | Siqueira Barras       |
| 3  | Francia (bandiera)      | D     | Mounir Soufiani       |
| 4  | Senegal (bandiera)      | D     | Cheikh Daffe          |
| 5  | Svizzera (bandiera)     | D     | Steve von Bergen      |
| 6  | Senegal (bandiera)      | C     | Kader Mangane         |
| 7  | RD del Congo (bandiera) | A     | Mobulu M'Futi         |
| 8  | Svizzera (bandiera)     | D     | Pascal Oppliger       |
| 9  | Australia (bandiera)    | A     | Joel Griffiths        |
| 10 | Svizzera (bandiera)     | D     | Patrick Baumann       |
| 11 | Svizzera (bandiera)     | A     | Alexandre Rey         |
| 12 | Angola (bandiera)       | A     | Titi                  |
| 13 | Svizzera (bandiera)     | D     | Bastien Geiger        |

| N. |                     | Ruolo | Calciatore            |
| -- | ------------------- | ----- | --------------------- |
| 14 | Svizzera (bandiera) | D     | Eddy Barea            |
| 15 | Francia (bandiera)  | C     | Christophe Maraninchi |
| 16 | Francia (bandiera)  | C     | Julien Ielsch         |
| 17 | Senegal (bandiera)  | A     | Badara Niakasso       |
| 18 | Svizzera (bandiera) | P     | Laurent Walthert      |
| 19 | Francia (bandiera)  | D     | Julien Cordonnier     |
| 20 | Svizzera (bandiera) | C     | Sébastien Zambaz      |
| 21 | Francia (bandiera)  | C     | Gérald Forschelet     |
| 23 | Svizzera (bandiera) | P     | Florent Delay         |
| 24 | Svizzera (bandiera) | C     | Raphaël Nuzzolo       |
| 25 | Svizzera (bandiera) | A     | Charles-André Doudin  |
|    | Spagna (bandiera)   | C     | Juan Muñoz            |
|    | Camerun (bandiera)  | A     | Herve Aka'a           |

## Organigramma societario
Area tecnica
- Allenatore: Alain Geiger
- Allenatore in seconda:
- Preparatore dei portieri:
- Preparatori atletici:

## Calciomercato

### Sessione estiva
| Acquisti | Acquisti              | Acquisti          | Acquisti |
| R.       | Nome                  | da                | Modalità |
| -------- | --------------------- | ----------------- | -------- |
| D        | Patrick Baumann       | Thun              |          |
| P        | Jean-François Bédénik | Le Mans           |          |
| A        | Bruno Valente         | La Chaux-de-Fonds |          |
| D        | Julien Cordonnier     | Beauvais          |          |
| C        | Julien Ielsch         | Sochaux (CFA)     |          |
| A        | Jefferson             | Vitória           |          |
| C        | Christophe Maraninchi | Gazélec Ajaccio   |          |
| D        | Mounir Soufiani       | San Gallo         |          |
| C        | Tuti                  | Vitória           |          |

| Cessioni | Cessioni          | Cessioni             | Cessioni |
| R.       | Nome              | a                    | Modalità |
| -------- | ----------------- | -------------------- | -------- |
| C        | Makaya Nsilulu    | Al-Ahly Tripoli      |          |
| D        | Schuman Bah       | Malatyaspor          |          |
| C        | Roland Bättig     | Aarau                |          |
| P        | Patrick Bettoni   | Young Boys           |          |
| A        | Leandro D'Amico   | Chioggia Sottomarina |          |
| C        | Gérald Forschelet | Istres               |          |
| A        | Éric Hassli       | Servette             |          |
| A        | Laurent Leroy     | Cannes               |          |
| A        | Samuel Ojong      | Thun                 |          |
| D        | Miguel Portillo   | Servette             |          |
| C        | André Wiederkehr  | Wil                  |          |

### Sessione invernale
| Acquisti | Acquisti | Acquisti | Acquisti |
| R.       | Nome     | da       | Modalità |
| -------- | -------- | -------- | -------- |
| A        | Titi     | Grenoble |          |

| Cessioni | Cessioni         | Cessioni | Cessioni |
| R.       | Nome             | a        | Modalità |
| -------- | ---------------- | -------- | -------- |
| A        | Jefferson        | Paulista |          |
| C        | Xavier Margairaz | Zurigo   |          |
| A        | Bruno Valente    | Meyrin   |          |

## Risultati

### Super League

#### Prima fase, girone di andata
| Arbitro: | Laperrière |

|                 |           |            |
| Senn 34’ (rig.) | Marcatori | 61’ M'Futi |

| Arbitro: | Meier |

|               |           |               |
| Smiljanić 21’ | Marcatori | 80’ Margairaz |

| Arbitro: | Rogalla |

|                           |           |             |
| Baumann 23’ Margairaz 47’ | Marcatori | 3’ Paulinho |

| Arbitro: | Wildhaber |

|                                                            |           |                       |
| Tachie-Mensah 31’ (rig.) Wolf 43’ Schicker 79’ Marazzi 90’ | Marcatori | 7’, 83’ (rig.) M'Futi |

| Arbitro: | Petignat |

|                                           |           |  |
| Margairaz 57’ Rey 59’ Alicarte 73’ (aut.) | Marcatori |  |

| Arbitro: | Busacca |

|                     |           |         |
| Seoane 7’ Touré 65’ | Marcatori | 41’ Rey |

| Arbitro: | Meier |

|                |           |          |
| Maraninchi 42’ | Marcatori | 41’ Ilie |

| Arbitro: | Zimmermann |

|                                   |           |  |
| Lustrinelli 30’, 57’ Raimondi 52’ | Marcatori |  |

| Arbitro: | Rogalla |

|                                |           |               |
| M'Futi 15’, 48’ von Bergen 80’ | Marcatori | 81’ Aziawonou |

#### Prima fase, girone di ritorno
| Arbitro: | Leuba |

|              |           |  |
| Soufiani 19’ | Marcatori |  |

| Arbitro: | Busacca |

|            |           |                      |
| M'Futi 71’ | Marcatori | 33’ Yakın 51’ Petrić |

| Aarau 16 ottobre 2004, ore 19:30 CEST 12ª giornata | Aarau | 0 – 0 referto | Neuchâtel Xamax | Stadion Brügglifeld (5 000 spett.)\| Arbitro: \| Nobs \| |
| Arbitro:                                           | Nobs  |               |                 |                                                          |

| Arbitro: | Etter |

|                                     |           |  |
| Jefferson 5’ (rig.), 47’ M'Futi 29’ | Marcatori |  |

| Arbitro: | Wildhaber |

|           |           |                        |
| Paulo 86’ | Marcatori | 31’ Rey 74’ Maraninchi |

| Arbitro: | Nobs |

|                          |           |  |
| Margairaz 19’ M'Futi 80’ | Marcatori |  |

| Arbitro: | Meier |

|            |           |                             |
| Stahel 32’ | Marcatori | 9’ Ielsch 83’ (aut.) Stahel |

| Arbitro: | Circhetta |

|  |           |                        |
|  | Marcatori | 63’ Gerber 89’ Renggli |

| Arbitro: | Rogalla |

|                                     |           |               |
| Cordonnier 14’ (aut.) Chapuisat 45’ | Marcatori | 37’ Griffiths |

#### Seconda fase, girone di andata
| Arbitro: | Petignat |

|             |           |                       |
| Vanetta 58’ | Marcatori | 17’ M'Futi 90’ Ielsch |

| Arbitro: | Circhetta |

|              |           |             |
| Rey 14’, 43’ | Marcatori | 90’ Merenda |

| Arbitro: | Nobs |

|  |           |                                  |
|  | Marcatori | 2’ Delgado 15’, 22’, 39’ Giménez |

| Zurigo 6 marzo 2005, ore 16:00 CET 22ª giornata | Zurigo    | 0 – 0 referto | Neuchâtel Xamax | Stadio Letzigrund (4 800 spett.)\| Arbitro: \| Bertolini \| |
| Arbitro:                                        | Bertolini |               |                 |                                                             |

| Arbitro: | Nobs |

|             |           |         |
| Cabanas 44’ | Marcatori | 80’ Rey |

| Arbitro: | Etter |

|            |           |  |
| Magnin 11’ | Marcatori |  |

| 25ª giornata |  | – turno di riposo |  |  |

| Arbitro: | Kever |

|                      |           |                    |
| Deumi 23’ Gelson 55’ | Marcatori | 33’ (aut.) Cerrone |

| Arbitro: | Leuba |

|  |           |             |
|  | Marcatori | 74’ Bunjaku |

#### Seconda fase, girone di ritorno
| Arbitro: | Rogalla |

|                         |           |             |
| Rodrigo 36’ Pesenti 90’ | Marcatori | 38’ Mangane |

| La Chaux-de-Fonds 14 maggio 2005, ore 19:30 CEST 29ª giornata | Neuchâtel Xamax | 0 – 0 referto | Thun | Stadio di la Charrière (3 100 spett.)\| Arbitro: \| Wildhaber \| |
| Arbitro:                                                      | Wildhaber       |               |      |                                                                  |

| 30ª giornata |  | – turno di riposo |  |  |

| Arbitro: | Petignat |

|  |           |                      |
|  | Marcatori | 90’ (rig.) Chapuisat |

| Arbitro: | Grossen |

|         |           |                         |
| Rey 39’ | Marcatori | 80’ Rogério 90’ Cabanas |

| Arbitro: | Rogalla |

|            |           |           |
| M'Futi 11’ | Marcatori | 86’ Dugic |

| Arbitro: | Zimmermann |

|                                                          |           |  |
| Tachie-Mensah 24’ Pavlovic 36’ Callà 45’, 46’ Hassli 61’ | Marcatori |  |

| Arbitro: | Etter |

|          |           |                        |
| Titi 24’ | Marcatori | 48’ Gygax 50’ Di Jorio |

| Arbitro: | Busacca |

|                       |           |  |
| Yakın 40’ Giménez 76’ | Marcatori |  |

### Coppa Svizzera
| 18 settembre 2004, ore 16:15 CEST Primo turno | Losanna | 1 – 2 | Neuchâtel Xamax |  |

| 23 ottobre 2004, ore 15:00 CEST Secondo turno | Luterbach | 0 – 7 | Neuchâtel Xamax |  |

| 21 novembre 2004, ore 14:30 CET Ottavi di finale | Neuchâtel Xamax | 0 – 2 | Zurigo |  |

### Coppa Intertoto
| Arbitro: | Tsaheilidis |

|             |           |                             |
| Navoyan 27’ | Marcatori | 2’, 32’ Griffiths 90’ Muñoz |

| Arbitro: | Ristoskov |

|                                                                                 |           |  |
| Baumann 14’ Oppliger 17’ Maraninchi 36’ Doudin 39’ Griffiths 64’ Cordonnier 86’ | Marcatori |  |

| Arbitro: | Havrilla |

|           |           |              |
| Sablé 71’ | Marcatori | 57’ Lombardo |

| Arbitro: | Salomir |

|                |           |                          |
| Maraninchi 80’ | Marcatori | 60’ Mazure 70’ Feindouno |

## Statistiche

### Statistiche di squadra
| Competizione    | Punti | In casa | In casa | In casa | In casa | In casa | In casa | In trasferta | In trasferta | In trasferta | In trasferta | In trasferta | In trasferta | Totale | Totale | Totale | Totale | Totale | Totale | DR  |
| Competizione    | Punti | G       | V       | N       | P       | Gf      | Gs      | G            | V            | N            | P            | Gf           | Gs           | G      | V      | N      | P      | Gf     | Gs     | DR  |
| --------------- | ----- | ------- | ------- | ------- | ------- | ------- | ------- | ------------ | ------------ | ------------ | ------------ | ------------ | ------------ | ------ | ------ | ------ | ------ | ------ | ------ | --- |
| Super League    | 38    | 17      | 7       | 3       | 7       | 21      | 19      | 17           | 3            | 5            | 9            | 15           | 29           | 34     | 10     | 8      | 16     | 36     | 48     | -12 |
| Coppa Svizzera  | -     | 1       | 0       | 0       | 1       | 0       | 2       | 2            | 2            | 0            | 0            | 9            | 1            | 3      | 2      | 0      | 1      | 9      | 3      | +6  |
| Coppa Intertoto | -     | 2       | 1       | 0       | 1       | 7       | 2       | 2            | 1            | 1            | 0            | 4            | 2            | 4      | 2      | 1      | 1      | 11     | 4      | +7  |
| Totale          | 38    | 20      | 8       | 3       | 9       | 28      | 23      | 21           | 6            | 6            | 9            | 28           | 32           | 41     | 14     | 9      | 18     | 56     | 55     | +1  |

### Andamento in campionato
| Giornata  | 1 | 2 | 3 | 4 | 5 | 6 | 7 | 8 | 9 | 10 | 11 | 12 | 13 | 14 | 15 | 16 | 17 | 18 | 19 | 20 | 21 | 22 | 23 | 24 | 25 | 26 | 27 | 28 | 29 | 30 | 31 | 32 | 33 | 34 | 35 | 36 |
| --------- | - | - | - | - | - | - | - | - | - | -- | -- | -- | -- | -- | -- | -- | -- | -- | -- | -- | -- | -- | -- | -- | -- | -- | -- | -- | -- | -- | -- | -- | -- | -- | -- | -- |
| Luogo     | T | T | C | T | C | T | C | T | C | C  | C  | T  | C  | T  | C  | T  | C  | T  | T  | C  | C  | T  | T  | T  |    | T  | C  | T  | C  |    | C  | C  | C  | T  | C  | T  |
| Risultato | N | N | V | P | V | P | N | P | V | V  | P  | N  | V  | V  | V  | V  | P  | P  | V  | V  | P  | N  | N  | P  |    | P  | P  | P  | N  |    | P  | P  | N  | P  | P  | P  |
| Posizione | 5 | 6 | 5 | 6 | 3 | 5 | 5 | 6 | 4 | 3  | 4  | 6  | 4  | 3  | 2  | 2  | 2  | 3  | 3  | 3  | 3  | 3  | 3  | 3  | 3  | 3  | 5  | 6  | 5  | 6  | 6  | 6  | 6  | 6  | 6  | 6  |

Legenda:

Luogo: C = Casa; T = Trasferta. Risultato: V = Vittoria; N = Pareggio; P = Sconfitta.

### Statistiche dei giocatori
| E. Barea      | 28 | 0  | 4 | 0 |
| S. Barras     | 3  | 0  | 0 | 0 |
| P. Baumann    | 26 | 1  | 1 | 0 |
| J. Bédénik    | 34 | 0  | 1 | 0 |
| J. Cordonnier | 23 | 0  | 7 | 1 |
| C. Daffe      | 0  | 0  | 0 | 0 |
| F. Delay      | 1  | 0  | 0 | 0 |
| C. Doudin     | 4  | 0  | 0 | 0 |
| G. Forschelet | 11 | 0  | 3 | 0 |
| B. Geiger     | 1  | 0  | 0 | 0 |
| J. Griffiths  | 30 | 1  | 5 | 0 |
| J. Ielsch     | 28 | 2  | 6 | 0 |
| J. Jefferson  | 9  | 2  | 3 | 1 |
| M. M'Futi     | 33 | 10 | 6 | 0 |
| K. Mangane    | 30 | 1  | 4 | 0 |
| C. Maraninchi | 18 | 2  | 1 | 0 |
| X. Margairaz  | 14 | 4  | 3 | 0 |
| J. Muñoz      | 0  | 0  | 0 | 0 |
| B. Niakasso   | 0  | 0  | 0 | 0 |
| M. Nsilulu    | 4  | 0  | 1 | 0 |
| R. Nuzzolo    | 15 | 0  | 0 | 0 |
| P. Oppliger   | 24 | 0  | 6 | 1 |
| A. Rey        | 29 | 7  | 3 | 1 |
| M. Soufiani   | 24 | 1  | 4 | 1 |
| T. Titi       | 12 | 1  | 1 | 0 |
| T. Tuti       | 1  | 0  | 0 | 0 |
| B. Valente    | 9  | 0  | 1 | 0 |
| L. Walthert   | 0  | 0  | 0 | 0 |
| S. Zambaz     | 31 | 0  | 6 | 0 |
| S. von Bergen | 28 | 1  | 2 | 0 |